# Inga Gill
Inga Gill, eg. Inga Stina Gill-Holmsten, född 2 maj 1925 i Katarina församling i Stockholm, död 18 oktober 2000 i Sofia församling i Stockholm, var en svensk skådespelare. Inga Gill var dotter till disponent Folke Gill och Stina Palmér.

## Biografi

### Teaterskola och de första åren
Inga Gill började sin karriär som dansös och utbildades i Paris och när hon kom hem till Sverige anslöt hon sig till Else Fischers danstrupp. Hon scendebuterade i Fischers dansuppsättning av Clownen Beppo som hade premiär 1942 på Sagoteatern i Medborgarhuset i Stockholm.
Gill kände dock att hon även behövde skådespeleriet som uttrycksmedel och sökte samma höst till Dramatens elevskola men blev inte antagen. Istället började hon studera på Willy Koblancks teaterskola.
Genom Fischer träffade hon Ingmar Bergman och våren 1943 gjorde hon sin debut som skådespelare på Studentteatern i hans uppsättning av Soyas pjäs Vem är jag? eller När fan ger ett anbud. Hon kom samtidigt också in i kretsen av unga skådespelare hos Per-Axel Branner som drev en teater som låg i tiden - Nya teatern på Regeringsgatan 111. 
Gill filmdebuterade 1947 i Gustaf Molanders Kvinna utan ansikte och medverkade även i Alf Sjöbergs prisbelönta film Fröken Julie 1951. Under flera år  fick hon mest göra biroller, ofta hushållerska eller servitris. Men visade en annan sida som smedshustrun Lisa i Bergman-filmen Det sjunde inseglet 1957.
Inga Gill släppte aldrig intresset för världsdramatikens mästerverk. Hon var 1952–1955 engagerad vid Göteborgs stadsteater, där hon 1955 visade framfötterna som Sjörövar-Jenny i Bertolt Brechts Tolvskillingsoperan.
Radioserien Lilla Fridolf och jag av Rune Moberg med Douglas Håge, Hjördis Petterson, Inga Gill och Lars Ekborg, som Fridolf och Selma, dottern Maggan och fästmannen Valdemar började sändas på hösten 1955. Den följdes vecka efter vecka i vart och vartannat hushåll i landet. I oktober 1956 kom Torgny Anderbergs film Lille Fridolf och jag, som verkligen gjorde henne känd för den stora publiken. 
Inga Gill medverkade mellan 1958 och 1965 i åtta av Kar de Mummas revyer på Folkan i Stockholm.
Gill var en mångsidig artist som även gjorde flera musikalroller. Redan 1956 spelade hon med Nils Poppe i Blåjackor på Lorensbergs Cirkus i Göteborg och våren 1970 kreerade hon pensionatsvärdinnan Fräulein Schneider i Cabaret på turné med Riksteatern. På hösten samma år var det dags för Golde i Spelman på taket, även det med Riksteatern. 
1978 gjorde hon sitt enda gästspel på Dramaten i Sandro Key-Åbergs Hedersgästerna i regi av Barbro Larsson.
I början på 1980-talet återvände Gill till Vasan med Spanska flugan av Franz Arnold och Ernst Bach med Carl-Gustaf Lindstedt och i Michael Frayns Rampfeber med Gösta Bernhard, Siv Ericks, Martin Ljung och Lis Nilheim med flera.

### På film och TV
Gill debuterade i juni 1961 på TV-teatern som Madame Pugeot  i Thornton Wilders Drottningar av Frankrike.
Hon gjorde sketcher med Lars Ekborg och Carl-Gustaf Lindstedt i Estrad.
I TV medverkade hon i flera julkalendrar såsom Teskedsgumman och Ture Sventon privatdetektiv.
I den för alla åldrar ordförrådsbildande TV-serien Från A till Ö – en resa orden runt gjorde Birgitta Andersson huvudrollen som den okonventionella men vetgiriga Hedvig Höök medan hennes oförstående syster Harriet gjordes av Gill.
Hon spelade mot Gunnar Hellström i Raskenstam 1983 och blev Edith med hela svenska folket i serien Varuhuset (1987–89). Hon deltog även i Lennart Swahns TV-lek Gäster med gester som sändes under flera omgångar med start 1982.

### De sista åren
Gills debut på Parkteatern i Stockholm 1952 var som tjänarinnan Dorine i Tartuffe av Molière och när hon återvände 1998 var hon och kollegorna Meta Velander, Meg Westergren, Gunvor Pontén, Busk Margit Jonson, Berit Carlberg och Hans Lindgren i ålder för musikalen 70 girls 70, om pensionerade aktriser som stjäl pärlhalsband för att rädda hotellet de bor på. Uppsättningen producerades av Stockholms stadsteater.
Inga Gills sista roll var i Henning Mankells TV-serie Labyrinten.

### Privatliv
1950 gifte hon sig med skådespelaren Carl-Olof Alm och 1957 gifte hon om sig med skådespelaren Karl-Arne Holmsten, med vilken hon förblev gift fram till dennes död 1995. De fick dottern My Holmsten, som också är skådespelare.
Inga Gill är gravsatt i minneslunden på Katarina kyrkogård i Stockholm.

## Filmografi i urval
- 1948 – Lars Hård
- 1951 – Fröken Julie
- 1954 – Hästhandlarens flickor
- 1954 – Farlig frihet
- 1955 – Mord, lilla vän
- 1955 – Friarannonsen
- 1956 – Lille Fridolf och jag
- 1956 – Sjunde himlen
- 1956 – Flamman
- 1956 – 7 vackra flickor
- 1957 – Det sjunde inseglet
- 1957 – Johan på Snippen tar hem spelet
- 1958 – Nära livet
- 1959 – Fridolfs farliga ålder
- 1959 – Enslingen i blåsväder
- 1960 – Djävulens öga
- 1960 – Domaren
- 1963 – Lyckodrömmen
- 1964 – Drömpojken
- 1965 – Kattorna
- 1967 – Drra på – kul grej på väg till Götet
- 1972 – Viskningar och rop
- 1973 – Bröllopet
- 1983 – Raskenstam
- 1986 – Min pappa är Tarzan
- 1986 – Amorosa

### TV
- 1964 – Idolen
- 1965 – Niklasons (TV-serie)
- 1965 – Herr Dardanell och hans upptåg på landet (TV-pjäs)
- 1967 – Gumman som blev liten som en tesked (TV-serie)
- 1968 – Klart spår till Tomteboda (TV-serie)
- 1968 – Estrad (TV-serie)
- 1970 – Gunghästen (TV-pjäs)
- 1973 – Teskedsgumman (TV-serie)
- 1974–1975 – Från A till Ö (TV-serie)
- 1976 – Åh, sole mio
- 1978 – Grabbarna i 57:an eller Musikaliska gänget (TV-serie)
- 1978 – Kvinnoborgen
- 1980 – Vitsuellt
- 1981 – Lysistrate (TV-film)
- 1982 – Studenten (TV-film)
- 1983 – Spanarna (TV-serie)
- 1984 – Panik i butiken (TV-serie)
- 1989 – Ture Sventon privatdetektiv (TV-serie)
- 1989 – Varuhuset (TV-serie)
- 1993 – Utan en tråd (TV-serie)
- 1995 – Esters testamente (TV-serie)
- 1997 – Snoken (TV-serie)
- 2000 – Labyrinten (TV-serie)

## Teater

### Roller (ej komplett)
| År   | Roll                                       | Produktion | Regi                          | Teater                                 |
| ---- | ------------------------------------------ | --- | ----------------------------- | -------------------------------------- |
| 1943 | En prostituerad                            | Vem är jag eller När fan ger ett anbud (Hvem er jeg) Carl Erik Soya                                                  | Ingmar Bergman                | Stockholms studentteater               |
| 1944 | Lejontämjerskan En tennsoldat En danserska | Clownen Beppo Else Fisher                                                                                            | Ingmar Bergman                | Medborgarteatern Folkparksturné        |
| 1945 | Städerskan                                 | Nattlig ankomst (Ankunft bei Nacht) Hans Rothe                                                                       | Per-Axel Branner              | Nya Teatern                            |
| 1946 | Mizi Schlager                              | Älskog (Liebelie) Arthur Schnitzler                                                                                  | Tord Stål                     | Nya Teatern                            |
| 1946 | Aagot                                      | Över förmåga (Over Ævne) Bjørnstjerne Bjørnson                                                                       | Soini Wallenius               | Nya Teatern                            |
| 1946 |                                            | 9 till 6 (Nine Till Six) Aimée Stuart och Philip Stuart                                                              | Tord Stål                     | Nya Teatern                            |
| 1949 | Tävtterska 4                               | Yerma Federico García Lorca                                                                                          | Per-Axel Branner              | Nya Teatern                            |
| 1950 | Solange                                    | Den farliga gåvan (Le Don d'Adèle) Jean-Pierre Grédy                                                                 | Carl-Axel Heiknert            | Riksteatern                            |
| 1951 | Marie - Gilberte                           | Boboll (Bobosse) André Roussin                                                                                       | Per-Axel Branner              | Riksteatern                            |
| 1953 | Louka                                      | Hjältar (Arms and the Man) George Bernard Shaw                                                                       | Per Gerhard                   | Vasateatern                            |
| 1953 | Bonnie                                     | Saken är Oscar (Anything Goes) P.G. Wodehouse, Guy Bolton och Cole Porter                                            | Georg Funkquist               | Oscarsteatern                          |
| 1953 | Julia Körner                               | Swedenhielms Hjalmar Bergman                                                                                         | Kurt-Olof Sundström           | Göteborgs stadsteater, 15 oktober 1953 |
| 1954 | Fru Schröderheim                           | Gustav III August Strindberg                                                                                         | Bengt Lagerkvist              | Göteborgs stadsteater, 13 januari 1954 |
| 1954 | Emy                                        | Litet bo Herbert Grevenius                                                                                           | Per-Axel Branner              | Nya Teatern                            |
| 1955 | Sjörövar-Jenny                             | Tolvskillingsoperan (Die Dreigroschenoper) Bertolt Brecht och Kurt Weill                                             | Knut Ström                    | Göteborgs stadsteater                  |
| 1955 | Medverkande                                | Spectacle, revy Povel Ramel och Yngve Gamlin                                                                         | Carl-Gustaf Kruuse af Verchou | Idéonteatern                           |
| 1956 |                                            | Blåjackor (Boys in Blue) Lajos Lajtai                                                                                | Albert Gaubier                | Lorensbergs Cirkus                     |
| 1958 | Medverkade                                 | Har den äran, revy Kar de Mumma m.fl                                                                                 |                               | Folkan                                 |
| 1964 | Medverkande                                | Stockholmare, vet du vaad, revy Kar de Mumma                                                                         | Jackie Söderman               | Folkan                                 |
| 1967 | Dorothy Cleves                             | Alltid på en onsdag (Any Wednesday) Muriel Resnik                                                                    | Kåre Santesson                | Lilla Teatern                          |
| 1968 | Dorothy Cleves Harrieth Ellen Muriel       | Älskling, du vet att jag inte hör dig när vattnet rinner (I Can’t Hear You When the Water’s Running) Robert Anderson | Per Gerhard                   | Lilla teatern                          |
| 1970 | Fräulein Schneider                         | Cabaret John Kander, Fred Ebb och Joe Masteroff                                                                      | Henny Mürer                   | Riksteatern                            |
| 1970 | Golde                                      | Spelman på taket (Fiddler on the Roof) Sholom Aleichem/Sheldon Harnick, Joseph Stein och Jerry Bock                  | Henny Mürer                   | Riksteatern                            |
| 1971 | Mary Featherstone                          | Hur andra älskar (How the Other Half Loves) Alan Ayckbourn                                                           | Per Gerhard                   | Vasateatern                            |
| 1975 | Susan Smith                                | No, No, Nanette Vincent Youmans, Otto Harbach, Frank Mandel och Irving Caesar                                        | Isa Quensel                   | Oscarsteatern                          |
| 1976 | Josepha                                    | Vita Hästen (Im weißen Rößl) Hans Müller och Ralph Benatzky                                                          | Jackie Söderman               | Oscarsteatern                          |
| 1978 | Elna                                       | Hedersgästerna Sandro Key-Åberg                                                                                      | Barbro Larsson                | Dramaten                               |
| 1981 | Fru Emma Klink                             | Spanska flugan (Die spanische Fliege) Franz Arnold och Ernst Bach                                                    | Per Gerhard                   | Vasateatern                            |
| 1983 | Dotty Otley                                | Rampfeber (Noises Off) Michael Frayn                                                                                 | Per Gerhard                   | Vasateatern                            |
| 1988 |                                            | Det stannar i familjen (It Runs in the Family) Ray Cooney                                                            | Brian Howard                  | Folkan                                 |
| 1990 |                                            | Skaffa mig en tenor (Lend Me a Tenor) Ken Ludwig                                                                     | Piv Bernth                    | Folkan                                 |
| 1994 | Fräulein Schneider                         | Cabaret John Kander, Fred Ebb och Joe Masteroff                                                                      | Lars-Erik Liedholm            | Intiman                                |

## Radioteater

### Roller
| År   | Roll             | Produktion                                    | Regi                |
| ---- | ---------------- | --------------------------------------------- | ------------------- |
| 1954 | Den unga flickan | I gryningen blir månen grå Tormod Skagestad   | Kurt-Olof Sundström |
| 1955 | En dam med vespa | Hillman och de tre ingenjörerna Folke Mellvig | Carl-Otto Sandgren  |
| 1960 | Ulla             | Mordet i magasin 37 Berco                     | Manne Grünberger    |
| 1961 | Fru Svedenberger | Ett misshumör går vidare Carl Erik Soya       | Hans Dahlin         |
| 1961 | Stinne           | Egelykke Kaj Munk                             | Börje Mellvig       |
| 1962 | Kammarjungfrun   | Den farliga vänskapen Pierre de Marivaux      | Hans Dahlin         |
| 1965 | Gerd             | Tjuvarna Arvid Rundberg, Per Wahlöö           | Per Verner-Carlsson |